# Allianz der Europäischen Linken für die Menschen und den Planeten
Die Allianz der Europäischen Linken für die Menschen und den Planeten (engl. European Left Alliance for the People and the Planet, ELA) ist eine europäische politische Partei. Ihr gehören sieben linkspopulistische und ökosozialistische Parteien mit etwa 1,2 Millionen Mitgliedern an.

## Geschichte

### Vorgeschichte
Im Vorfeld der Europawahl 2019 veröffentlichten Jean-Luc Mélenchon von der französischen Bewegung La France insoumise (LFI), Pablo Iglesias Turrión von der spanischen Podemos und Catarina Martins vom portugiesischen Bloco de Esquerda (BE) im April 2018 die Erklärung von Lissabon. In dieser forderten sie eine „demokratische Revolution in Europa“ und den Austritt aus den EU-Verträgen. LFI und Podemos gelten als linkspopulistische Bewegungen, die sich von den klassischen Linksparteien abgrenzen, die in der Partei der Europäischen Linken (PEL) zusammenarbeiten. LFI, Podemos und BE traten zusammen mit den drei skandinavischen links-grünen Parteien Vasemmistoliitto, Enhedslisten – de rød-grønne und Vänsterpartiet zur Europawahl gemeinsam mit der Wahlplattform Now the People (Maintenant le Peuple, Jetzt die Menschen) an. Nach der Wahl verblieben sie in der Konföderalen Fraktion der Vereinten Europäischen Linken/Nordische Grüne Linke an, die sich später in Fraktion Die Linke umbenannte.
Am 17. November 2023 trafen sich die sechs beteiligen Parteien in Paris, um Now the People neu zu beleben. Bei einem weiteren Treffen am 16. Februar 2024 in Kopenhagen verabschiedete die um zwei Parteien erweiterte Allianz (Die Linke und Sinistra Italiana) ein Zehn-Punkte-Programm für ein „grünes linkes Europa“. Auch Vertreter anderer Parteien waren anwesend. Darunter auch die polnische Partei Razem, die zur Wahl jedoch im Rahmen der kleinen Central-Eastern European Green Left Alliance (CEEGLA) antrat. Bereits bei diesem Treffen wurde die Gründung einer neuen europäischen Partei beschlossen.

### Gründung

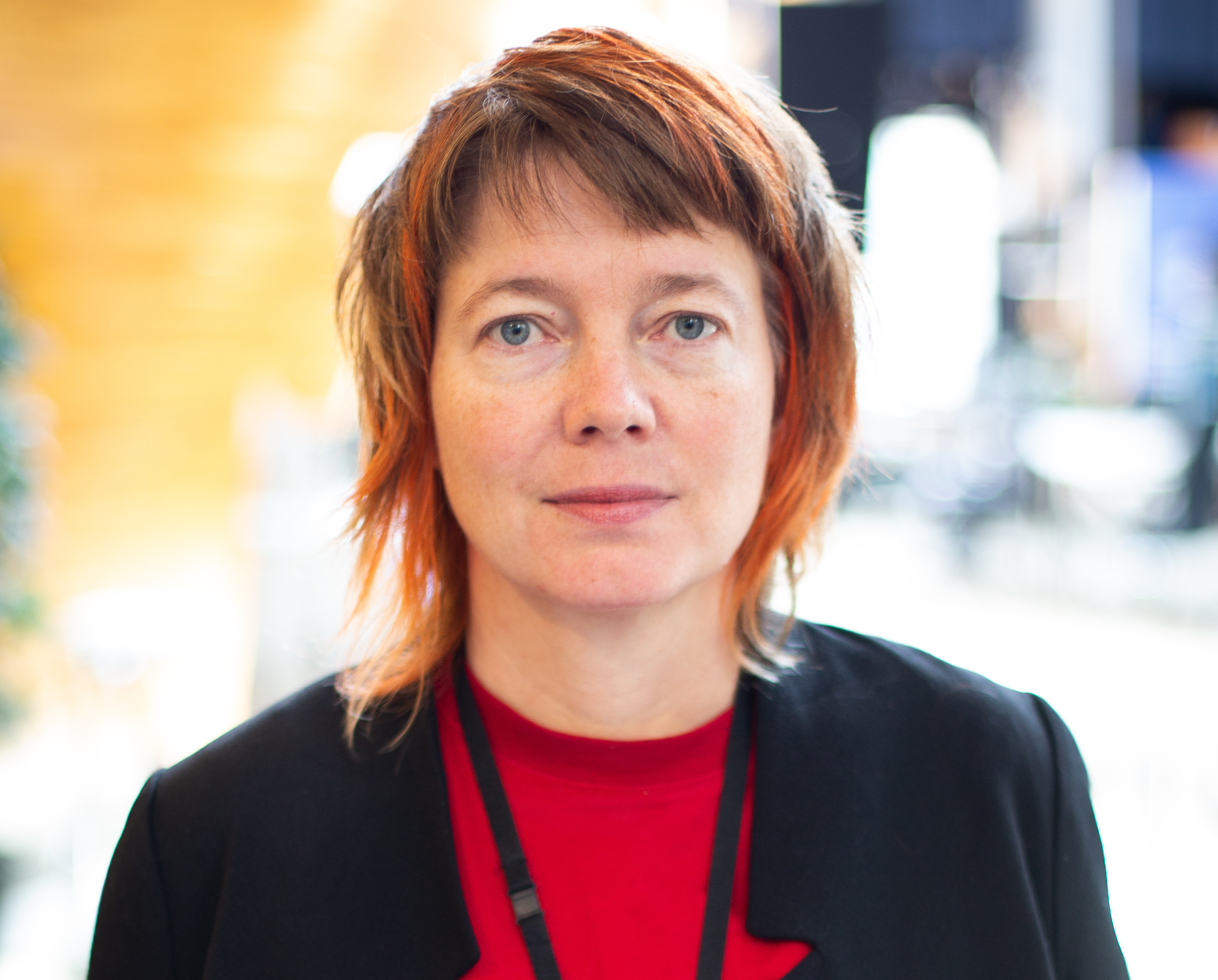
Björk
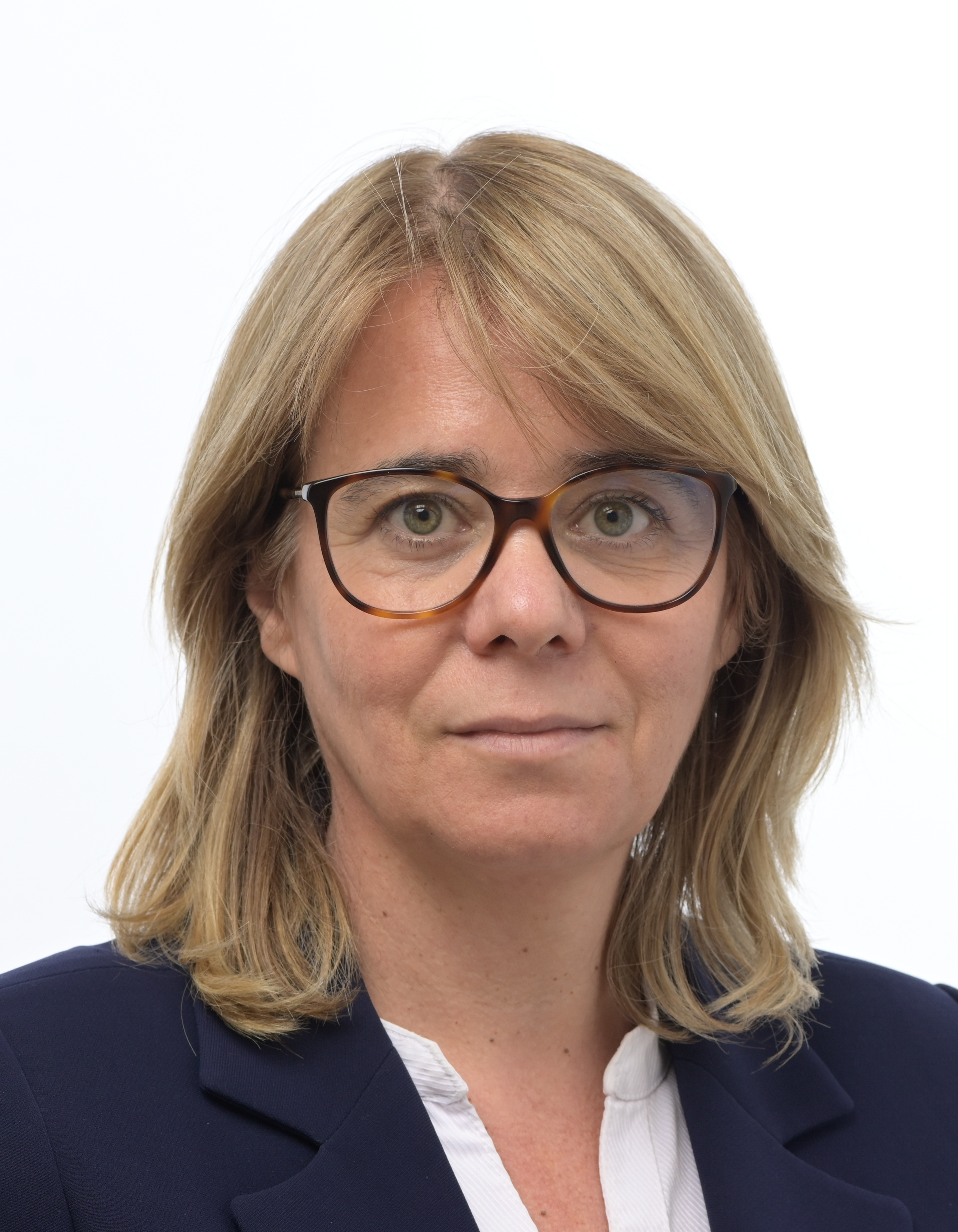
Martins

Nach der Europawahl 2024 wurde die Partei im August 2024 formal gegründet. Gründungsmitglieder waren die ursprünglichen sechs Mitgliedsparteien von Now the People sowie Razem. Bei der Wahl wurden 18 Abgeordnete dieser Parteien ins Europarlament gewählt, wo sie Mitglied der Fraktion Die Linke im Europäischen Parlament – GUE/NGL sind. Vasemmistoliitto, Enhedslisten und BE verließen zuvor die Partei der Europäischen Linken. 
Die ELA beantragte bei der Behörde für europäische politische Parteien ihre offizielle Registrierung und wurde am 27. September 2024 in das Register aufgenommen. Nach Informationen von Euractiv seien bereits weitere potentielle Mitgliedsparteien angesprochen worden. Im Gegensatz zur Partei der Europäischen Linken erlaubt die ELA nur die Mitgliedschaft von Parteien, die zudem in einem Parlament vertreten sein müssen.
Am 13. Juni 2025 hielt die ELA in Porto ihren Gründungsparteitag ab. Zu den Gründungsvorsitzenden wurden Malin Björk (Vänsterpartiet, Schweden) und Catarina Martins (Bloco, Portugal) gewählt. Mit den Beitritten der norwegischen SV und der baskischen EH Bildu erhöhte sich die Anzahl der Mitgliedsparteien auf neun.

## Mitgliedsparteien
| Land       | Partei                       | Europa- parlamentarier | Nationale Parlamentarier | Mitglied seit |
| ---------- | ---------------------------- | ---------------------- | ------------------------ | ------------- |
| Dänemark   | Enhedslisten – de rød-grønne | 1/14                   | 9/179                    | August 2024   |
| Finnland   | Vasemmistoliitto             | 3/15                   | 11/200                   | August 2024   |
| Frankreich | La France insoumise          | 9/81                   | 75/577                   | August 2024   |
| Norwegen   | Sosialistisk Venstreparti    | nicht in der EU        | 13/169                   | Juni 2025     |
| Polen      | Lewica Razem                 | 0/53                   | 8/460                    | August 2024   |
| Portugal   | Bloco de Esquerda            | 1/21                   | 5/230                    | August 2024   |
| Schweden   | Vänsterpartiet               | 2/21                   | 24/349                   | August 2024   |
| Spanien    | Podemos                      | 2/61                   | 5/350                    | August 2024   |
| Spanien    | EH Bildu                     | 1/61                   | 5/350                    | Juni 2025     |

## ELA-Mitglieder in europäischen Institutionen
| Institution                                    | Sitze  |
| ---------------------------------------------- | ------ |
| Europäisches Parlament                         | 18/720 |
| Europäische Kommission                         | 0/27   |
| Europäischer Rat (Staats- und Regierungschefs) | 0/27   |